# Agence du don en nature
L'Agence du don en nature, abrégé ADN, est une association loi de 1901, reconnue d'intérêt général par Jacques-Etienne de T'Serclaes, François Meynot et Christophe Raynaud. ADN vient en aide aux populations fragilisées à travers la redistribution de produits neufs non-alimentaires récupérés auprès des entreprises, auprès d'un réseau d'associations partenaires.

## Historique
Le 10 mars 2009, l'Agence du don en nature est officiellement lancée. Elle bénéficie d'un soutien de grandes entreprises : la Fondation du Groupe SEB, la Fonbdation Carrefour, Groupe Société Générale, la Fondation L’Oréal,, la Fondation Bettencourt Schueller, Leyton.
L'association est lauréate en 2014 de la première édition de la La France s'engage.  
En novembre 2016, Jacques Etienne de T'Serclaes quitte la présidence de l'association. Christian Ringuet, administrateur bénévole depuis 2013, lui succède en 2017. En 2022, Jérôme Bédier, ancien directeur général délégué et secrétaire général du Groupe Carrefour, prend la présidence.

## Opérations notables
Durant l'année, l'association organise plusieurs opérations solidaires (ponctuelles ou récurrentes) pour mettre en lumière et agir contre des formes de précarité matérielle. Il s'agit de récupérer pour la plupart des invendus non-alimentaires.

### Rentrée solidaire
Depuis sa création, l'Agence du don en nature organise annuellement l'opération Rentrée Solidaire dont l'objectif est de redistribuer des fournitures scolaires. 
En 2021, l’association a collecté plus de 500 000 produits neufs.

### Noël solidaire
L'association collecte chaque année depuis 2009, des jouets auprès de fabricants et d'enseignes. En 2020, elle distribue par exemple 100 000 jouets issus de dons de fabricants et distributeurs.